# Bulawayo

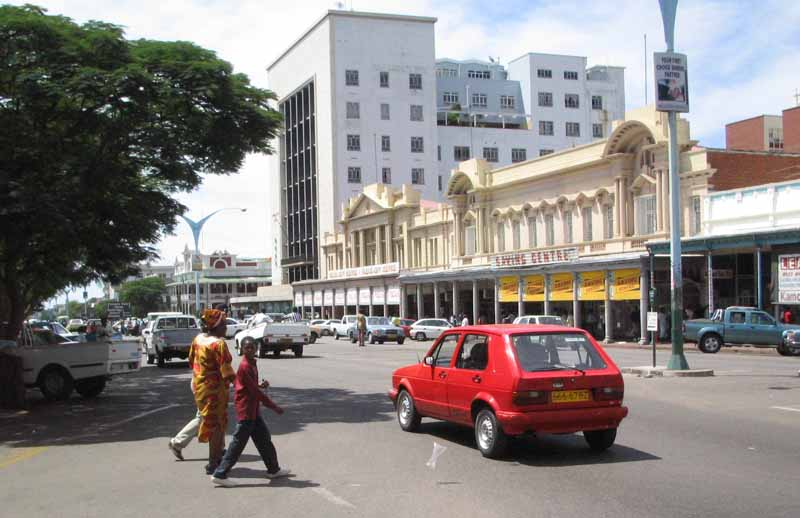
Ulice v centru města

Bulawayo je druhé největší město Zimbabwe. Bylo založeno kolem roku 1840 a má 1.5 milionu obyvatel. Nachází se v regionu Matabeleland asi 440 km jihozápadně od hlavního města Harare.
Ve městě byl fotbalový klub AmaZulu FC než zanikl.

## Městské části
- Barbourfields
- Barnham Green
- Bellvue
- Belmont
- Burnside
- Cowdray Park
- Donnington
- Emakhandeni
- Emganwini
- Entumbane
- Famona
- Glenville
- Greenhill
- Hillcrest
- Hillside
- Ilanda
- Kelvin East
- Kelvin North
- Kelvin West
- Killarney
- Kumalo
- Lobengula
- Luveve
- Magwegwe
- Malindela
- Makokoba
- Matsheumhlope
- Montrose
- Montgomery
- Morningside
- Mpopoma
- Mzilikazi
- Njube
- Nketa
- Nkulumane
- North End
- Northvale
- Paddonhurst
- Pelandaba
- Pumula
- Queens Park
- Raylton
- Richmond
- Riverside
- Sizinda
- Selborne Park
- Steeldale
- Suburbs
- Sunninghill
- Thorngrove
- Tshabalala
- Waterford
- Westondale
- Willsgrove
- Woodlands
- Woodville